# Liste der Baudenkmäler in Kaltern
Die Liste der Baudenkmäler in Kaltern (italienisch Caldaro) enthält die 119 als Baudenkmäler ausgewiesenen Objekte auf dem Gebiet der Gemeinde Kaltern in Südtirol.
Basis ist das im Internet einsehbare offizielle Verzeichnis der Baudenkmäler in Südtirol. Dabei kann es sich beispielsweise um Sakralbauten, Wohnhäuser, Bauernhöfe und Adelsansitze handeln. Die Reihenfolge in dieser Liste orientiert sich an der Bezeichnung, alternativ ist sie auch nach der Adresse oder dem Datum der Unterschutzstellung sortierbar.

## Liste
| Foto |                 | Bezeichnung                                                                | Standort                                                   | Eintragung                   | Beschreibung | Metadaten                                                                                             |
| ---- | --------------- | -------------------------------------------------------------------------- | ---------------------------------------------------------- | ---------------------------- | --- | --- |
| ja   | Datei hochladen | Altenburg ID: 15229                                                        | 46° 22′ 41″ N, 11° 14′ 24″ O                               | 20. Okt. 1975 (BLR-LAB 5634) | Burgruine, oberirdisch restlos verschwunden | KG: Kaltern Grundparzelle: 130/1, 130/2                                                               |
| ja   | Datei hochladen | Andergassen in Oberplanitzing ID: 15203                                    | 46° 26′ 12″ N, 11° 14′ 53″ O                               | 24. Juni 1972 (MD)           | Ansitz | KG: Kaltern Bauparzelle: 447/1, 447/2, 447/3, 447/4, 447/5, 447/6, 447/7, 447/8                       |
| ja   | Datei hochladen | Andreas-Hofer-Straße 13 ID: 15183                                          | Andreas-Hofer-Straße 13 46° 24′ 51″ N, 11° 14′ 47″ O       | 17. Jan. 1951 (MD)           | Städtisches Wohnhaus | KG: Kaltern Bauparzelle: 346                                                                          |
| ja   | Datei hochladen | Andreas-Hofer-Straße 16 ID: 50141                                          | Andreas-Hofer-Straße 16 46° 24′ 52″ N, 11° 14′ 46″ O       | 21. Dez. 1998 (BLR-LAB 6118) | Ländliches Wohnhaus/Bauernhof | KG: Kaltern Bauparzelle: 359                                                                          |
| ja   | Datei hochladen | Andreas-Hofer-Straße 18 ID: 15187                                          | Andreas-Hofer-Straße 18 46° 24′ 52″ N, 11° 14′ 45″ O       | 17. Dez. 1990 (BLR-LAB 8108) | Städtisches Wohnhaus | KG: Kaltern Bauparzelle: 358                                                                          |
| ja   | Datei hochladen | Andreas-Hofer-Straße 20 ID: 15186                                          | Andreas-Hofer-Straße 20 46° 24′ 51″ N, 11° 14′ 46″ O       | 17. Jan. 1951 (MD)           | Städtisches Wohnhaus | KG: Kaltern Bauparzelle: 355                                                                          |
| ja   | Datei hochladen | Andreas-Hofer-Straße 34 ID: 15175                                          | Andreas-Hofer-Straße 34 46° 24′ 49″ N, 11° 14′ 46″ O       | 20. Okt. 1975 (BLR-LAB 5634) | Städtisches Wohnhaus | KG: Kaltern Bauparzelle: 335                                                                          |
| ja   | Datei hochladen | Bahnhof Kaltern ID: 50511                                                  | 46° 25′ 5″ N, 11° 15′ 3″ O                                 | 3. Juni 2008 (BLR-LAB 1870)  | Bahnhof/Remise | KG: Kaltern Bauparzelle: 551                                                                          |
| ja   | Datei hochladen | Battistihof ID: 15219                                                      | 46° 24′ 4″ N, 11° 15′ 33″ O                                | 17. Dez. 1990 (BLR-LAB 8108) | Ländliches Wohnhaus/Bauernhof | KG: Kaltern Bauparzelle: 483, 484, 485, 486                                                           |
| BW   | Datei hochladen | Brunnenstraße 8-9 ID: 15102                                                | Brunnenstraße 8-9 46° 25′ 0″ N, 11° 13′ 57″ O              | 20. Okt. 1975 (BLR-LAB 5634) | Ländliches Wohnhaus/Bauernhof | KG: Kaltern Bauparzelle: 101, 102, 103                                                                |
| ja   | Datei hochladen | Bühel 1-2 (Torgglkeller) ID: 15191                                         | Bichl 2 46° 24′ 52″ N, 11° 14′ 48″ O                       | 20. Okt. 1975 (BLR-LAB 5634) | Ländliches Wohnhaus/Bauernhof | KG: Kaltern Bauparzelle: 376, 377, 378, 379, 380, 381                                                 |
| ja   | Datei hochladen | Buol mit Nebengebäuden ID: 15192                                           | 46° 24′ 55″ N, 11° 14′ 50″ O                               | 20. Okt. 1975 (BLR-LAB 5634) | Ansitz | KG: Kaltern Bauparzelle: 400, 401, 402/2, 403                                                         |
| ja   | Datei hochladen | Ebenheim ID: 15138                                                         | Major-von-Morandell-Platz 24 46° 24′ 52″ N, 11° 14′ 8″ O   | 6. Juli 1951 (MD)            | Städtisches Wohnhaus | KG: Kaltern Bauparzelle: 215/1                                                                        |
| ja   | Datei hochladen | Franziskanerkloster mit Kirche St. Claudia ID: 15157                       | Rottenburgplatz 3 46° 24′ 46″ N, 11° 14′ 38″ O             | 20. Okt. 1975 (BLR-LAB 5634) | Kloster | KG: Kaltern Bauparzelle: 294, 295/1                                                                   |
| ja   | Datei hochladen | Friedhof ID: 15221                                                         | 46° 24′ 36″ N, 11° 14′ 45″ O                               | 17. Dez. 1990 (BLR-LAB 8108) | Friedhof | KG: Kaltern Bauparzelle: 493, 600, 894 Grundparzelle: 2905                                            |
| ja   | Datei hochladen | Gasthof Goldener Stern ID: 15184                                           | Andreas-Hofer-Straße 28 46° 24′ 50″ N, 11° 14′ 45″ O       | 17. Jan. 1951 (MD)           | Gasthaus | KG: Kaltern Bauparzelle: 348                                                                          |
| ja   | Datei hochladen | Gasthof Turm ID: 15185                                                     | Andreas-Hofer-Straße 32 46° 24′ 49″ N, 11° 14′ 46″ O       | 17. Jan. 1951 (MD)           | Gasthaus | KG: Kaltern Bauparzelle: 350/1                                                                        |
| ja   | Datei hochladen | Gasthof Weißes Rößl ID: 15170                                              | Marktplatz 11 46° 24′ 47″ N, 11° 14′ 46″ O                 | 17. Jan. 1951 (MD)           | Gasthaus | KG: Kaltern Bauparzelle: 323                                                                          |
| ja   | Datei hochladen | Giovanelli mit Nebengebäude und Garten ID: 15129                           | 46° 24′ 39″ N, 11° 14′ 3″ O                                | 4. Juni 1985 (BLR-LAB 2514)  | Ansitz | KG: Kaltern Bauparzelle: 178, 179, 180 Grundparzelle: 802, 805                                        |
| ja   | Datei hochladen | Goldgasse 2 ID: 18160                                                      | Goldgasse 2 46° 24′ 46″ N, 11° 14′ 45″ O                   | 13. Juni 1994 (BLR-LAB 3301) | Städtisches Wohnhaus | KG: Kaltern Bauparzelle: 322                                                                          |
| ja   | Datei hochladen | Goldgasse 3 ID: 15178                                                      | Goldgasse 3 46° 24′ 46″ N, 11° 14′ 46″ O                   | 20. Okt. 1975 (BLR-LAB 5634) | Städtisches Wohnhaus | KG: Kaltern Bauparzelle: 338/1, 338/2                                                                 |
| ja   | Datei hochladen | Goldgasse 5 ID: 15179                                                      | Goldgasse 5 46° 24′ 45″ N, 11° 14′ 46″ O                   | 20. Okt. 1975 (BLR-LAB 5634) | Städtisches Wohnhaus | KG: Kaltern Bauparzelle: 339                                                                          |
| ja   | Datei hochladen | Goldgasse 6 ID: 15169                                                      | Goldgasse 6 46° 24′ 46″ N, 11° 14′ 45″ O                   | 17. Jan. 1951 (MD)           | Städtisches Wohnhaus | KG: Kaltern Bauparzelle: 320                                                                          |
| ja   | Datei hochladen | Goldgasse 7 ID: 15166                                                      | Goldgasse 7 46° 24′ 45″ N, 11° 14′ 46″ O                   | 17. Jan. 1951 (MD)           | Städtisches Wohnhaus | KG: Kaltern Bauparzelle: 317                                                                          |
| ja   | Datei hochladen | Goldgasse 8 ID: 15168                                                      | Goldgasse 8 46° 24′ 45″ N, 11° 14′ 45″ O                   | 17. Jan. 1951 (MD)           | Städtisches Wohnhaus | KG: Kaltern Bauparzelle: 319                                                                          |
| ja   | Datei hochladen | Goldgasse 10 ID: 15167                                                     | Goldgasse 10 46° 24′ 45″ N, 11° 14′ 45″ O                  | 17. Jan. 1951 (MD)           | Städtisches Wohnhaus | KG: Kaltern Bauparzelle: 318                                                                          |
| ja   | Datei hochladen | Goldgasse 11 ID: 15164                                                     | Goldgasse 11 46° 24′ 44″ N, 11° 14′ 44″ O                  | 20. Okt. 1975 (BLR-LAB 5634) | Städtisches Wohnhaus | KG: Kaltern Bauparzelle: 312/1, 754, 757 Grundparzelle: 1010/4                                        |
| ja   | Datei hochladen | Goldgasse 13 ID: 15163                                                     | Goldgasse 13 46° 24′ 44″ N, 11° 14′ 44″ O                  | 20. Okt. 1975 (BLR-LAB 5634) | Städtisches Wohnhaus | KG: Kaltern Bauparzelle: 311                                                                          |
| ja   | Datei hochladen | Goldgasse 15 ID: 15162                                                     | Goldgasse 15 46° 24′ 43″ N, 11° 14′ 43″ O                  | 28. Mai 1979 (BLR-LAB 3106)  | Städtisches Wohnhaus | KG: Kaltern Bauparzelle: 310/1, 310/2                                                                 |
| ja   | Datei hochladen | Goldgasse 21 ID: 15160                                                     | Goldgasse 21 46° 24′ 43″ N, 11° 14′ 41″ O                  | 20. Okt. 1975 (BLR-LAB 5634) | Städtisches Wohnhaus | KG: Kaltern Bauparzelle: 303                                                                          |
| ja   | Datei hochladen | Goldgasse 23 ID: 15158                                                     | Goldgasse 23 46° 24′ 43″ N, 11° 14′ 40″ O                  | 17. Jan. 1951 (MD)           | Städtisches Wohnhaus | KG: Kaltern Bauparzelle: 301/1, 301/5, 301/7                                                          |
| ja   | Datei hochladen | Greifenburg ID: 15226                                                      | 46° 22′ 35″ N, 11° 15′ 3″ O                                | 18. Mai 1951 (MD)            | Ansitz | KG: Kaltern Bauparzelle: 516                                                                          |
| ja   | Datei hochladen | Gungano 5 ID: 15195                                                        | Gungano 5 46° 24′ 56″ N, 11° 14′ 47″ O                     | 20. Okt. 1975 (BLR-LAB 5634) | Städtisches Wohnhaus | KG: Kaltern Bauparzelle: 424, 426                                                                     |
| ja   | Datei hochladen | Heilig Kreuz am Kalvarienberg mit Kapellen ID: 15218                       | 46° 25′ 15″ N, 11° 15′ 14″ O                               | 18. Mai 1951 (MD)            | Barocke Kirche und acht Kapellen, um 1720 errichtet; die nebenstehenden Koordinaten beziehen sich auf die Kirche, die Kapellen befinden sich am nach Süden führenden Paul-Troger-Weg | KG: Kaltern Bauparzelle: 478, 479/2, 479/3, 479/4, 479/5, 479/6, 479/7, 479/8, 479/9                  |
| ja   | Datei hochladen | Kaltenburg ID: 15223                                                       | 46° 23′ 21″ N, 11° 15′ 24″ O                               | 18. Mai 1951 (MD)            | Ansitz | KG: Kaltern Bauparzelle: 499                                                                          |
| ja   | Datei hochladen | Kampan mit Park ID: 15141                                                  | 46° 24′ 56″ N, 11° 14′ 11″ O                               | 20. Okt. 1975 (BLR-LAB 5634) | Ansitz | KG: Kaltern Bauparzelle: 225, 226 Grundparzelle: 893                                                  |
| ja   | Datei hochladen | Katharinaweg 1 ID: 15133                                                   | Katharinaweg 1 46° 24′ 54″ N, 11° 14′ 15″ O                | 20. Okt. 1975 (BLR-LAB 5634) | Städtisches Wohnhaus | KG: Kaltern Bauparzelle: 205/2, 2243                                                                  |
| ja   | Datei hochladen | Katharinaweg 2 ID: 15134                                                   | Katharinaweg 2 46° 24′ 55″ N, 11° 14′ 15″ O                | 20. Okt. 1975 (BLR-LAB 5634) | Städtisches Wohnhaus | KG: Kaltern Bauparzelle: 206                                                                          |
| ja   | Datei hochladen | Katharinaweg 3 ID: 15135                                                   | Katharinaweg 3 46° 24′ 55″ N, 11° 14′ 14″ O                | 20. Okt. 1975 (BLR-LAB 5634) | Städtisches Wohnhaus | KG: Kaltern Bauparzelle: 207                                                                          |
| BW   | Datei hochladen | Krumbachweg 9 ID: 15132                                                    | Krumbachweg 9 46° 24′ 54″ N, 11° 14′ 16″ O                 | 20. Okt. 1975 (BLR-LAB 5634) | Städtisches Wohnhaus | KG: Kaltern Bauparzelle: 204                                                                          |
| ja   | Datei hochladen | Krumbachweg 10 ID: 15136                                                   | Krumbachweg 10 46° 24′ 54″ N, 11° 14′ 14″ O                | 20. Okt. 1975 (BLR-LAB 5634) | Städtisches Wohnhaus | KG: Kaltern Bauparzelle: 208                                                                          |
| ja   | Datei hochladen | Krumbachweg 16 ID: 15131                                                   | Krumbachweg 16 46° 24′ 52″ N, 11° 14′ 11″ O                | 5. März 1990 (BLR-LAB 1196)  | Ländliches Wohnhaus/Bauernhof | KG: Kaltern Bauparzelle: 195/1, 195/3                                                                 |
| BW   | Datei hochladen | Lahnbauerweg 3 ID: 15130                                                   | Lahnbauerweg 3 46° 24′ 48″ N, 11° 14′ 7″ O                 | 20. Okt. 1975 (BLR-LAB 5634) | | KG: Kaltern Bauparzelle: 188/2, 188/3                                                                 |
| ja   | Datei hochladen | Major-von-Morandell-Platz 8-9 ID: 15137                                    | Major-von-Morandell-Platz 8-9 46° 24′ 53″ N, 11° 14′ 10″ O | 20. Okt. 1975 (BLR-LAB 5634) | Städtisches Wohnhaus | KG: Kaltern Bauparzelle: 214                                                                          |
| ja   | Datei hochladen | Manincor (Ehrenhausen) ID: 15222                                           | St. Josef am See 4 46° 23′ 29″ N, 11° 15′ 20″ O            | 18. Mai 1951 (MD)            | Ansitz | KG: Kaltern Bauparzelle: 498                                                                          |
| ja   | Datei hochladen | Maria-von-Buol-Platz 2-2A ID: 15194                                        | Maria-von-Buol-Platz 2-2A 46° 24′ 54″ N, 11° 14′ 47″ O     | 17. Jan. 1951 (MD)           | Städtisches Wohnhaus | KG: Kaltern Bauparzelle: 418, 419/2                                                                   |
| ja   | Datei hochladen | Maria-von-Buol-Platz 4 ID: 15188                                           | Maria-von-Buol-Platz 4 46° 24′ 53″ N, 11° 14′ 46″ O        | 20. Okt. 1975 (BLR-LAB 5634) | Städtisches Wohnhaus | KG: Kaltern Bauparzelle: 373                                                                          |
| ja   | Datei hochladen | Marienkapelle in Altenburg ID: 15098                                       | 46° 22′ 29″ N, 11° 14′ 20″ O Fraktion: Altenburg           | 20. Okt. 1975 (BLR-LAB 5634) | Kapelle | KG: Kaltern Bauparzelle: 10                                                                           |
| ja   | Datei hochladen | Marktplatz 6 ID: 18113                                                     | Marktplatz 6 46° 24′ 49″ N, 11° 14′ 44″ O                  | 24. Mai 1993 (BLR-LAB 2888)  | Städtisches Wohnhaus | KG: Kaltern Bauparzelle: 332                                                                          |
| ja   | Datei hochladen | Marktplatz 7 ID: 15174                                                     | Marktplatz 7 46° 24′ 48″ N, 11° 14′ 44″ O                  | 6. Juli 1951 (MD)            | Städtisches Wohnhaus | KG: Kaltern Bauparzelle: 331/2                                                                        |
| ja   | Datei hochladen | Marktplatz 9 ID: 15172                                                     | Marktplatz 9 46° 24′ 47″ N, 11° 14′ 44″ O                  | 6. Juli 1951 (MD)            | Städtisches Wohnhaus | KG: Kaltern Bauparzelle: 325                                                                          |
| ja   | Datei hochladen | Marktplatz 10 ID: 15171                                                    | Marktplatz 10 46° 24′ 47″ N, 11° 14′ 45″ O                 | 20. Okt. 1975 (BLR-LAB 5634) | Städtisches Wohnhaus | KG: Kaltern Bauparzelle: 324                                                                          |
| ja   | Datei hochladen | Mühlburg in Pfuß ID: 15104                                                 | 46° 24′ 42″ N, 11° 13′ 54″ O                               | 24. Aug. 1972 (MD)           | Ansitz | KG: Kaltern Bauparzelle: 118, 119, 120/1, 120/2, 121/1, 121/2, 121/3, 584 Grundparzelle: 713/1, 713/2 |
| ja   | Datei hochladen | Mühlenweg 1 ID: 15150                                                      | Mühlenweg 1 46° 24′ 52″ N, 11° 14′ 32″ O                   | 20. Okt. 1975 (BLR-LAB 5634) | Städtisches Wohnhaus | KG: Kaltern Bauparzelle: 266                                                                          |
| ja   | Datei hochladen | Mühlenweg 11-13 ID: 18056                                                  | Mühlenweg 11-13 46° 24′ 54″ N, 11° 14′ 27″ O               | 20. Okt. 1975 (BLR-LAB 5634) | Städtisches Wohnhaus | KG: Kaltern Bauparzelle: 261, 262, 264/1                                                              |
| ja   | Datei hochladen | Oberplanitz in Oberplanitzing ID: 15198                                    | 46° 26′ 7″ N, 11° 14′ 52″ O                                | 18. Mai 1951 (MD)            | Ansitz | KG: Kaltern Bauparzelle: 2182, 2183, 436                                                              |
| ja   | Datei hochladen | Oberplanitzing 8 ID: 15209                                                 | Oberplanitzing 8 46° 26′ 7″ N, 11° 14′ 58″ O               | 18. Mai 1951 (MD)            | Ländliches Wohnhaus/Bauernhof | KG: Kaltern Bauparzelle: 459/1                                                                        |
| ja   | Datei hochladen | Oberplanitzing 10-11 ID: 15208                                             | Oberplanitzing 10-11 46° 26′ 8″ N, 11° 14′ 58″ O           | 20. Okt. 1975 (BLR-LAB 5634) | Ländliches Wohnhaus/Bauernhof | KG: Kaltern Bauparzelle: 458/1, 458/4                                                                 |
| ja   | Datei hochladen | Oberplanitzing 13 ID: 15207                                                | Oberplanitzing 13 46° 26′ 10″ N, 11° 14′ 58″ O             | 20. Okt. 1975 (BLR-LAB 5634) | Ländliches Wohnhaus/Bauernhof | KG: Kaltern Bauparzelle: 456/1                                                                        |
| ja   | Datei hochladen | Oberplanitzing 16 ID: 15206                                                | Oberplanitzing 16 46° 26′ 11″ N, 11° 14′ 58″ O             | 18. Mai 1951 (MD)            | Ländliches Wohnhaus/Bauernhof | KG: Kaltern Bauparzelle: 455/1                                                                        |
| ja   | Datei hochladen | Oberplanitzing 18 ID: 15205                                                | Oberplanitzing 18 46° 26′ 12″ N, 11° 14′ 58″ O             | 20. Okt. 1975 (BLR-LAB 5634) | Ländliches Wohnhaus/Bauernhof | KG: Kaltern Bauparzelle: 453/1                                                                        |
| ja   | Datei hochladen | Oberplanitzing 47 ID: 15204                                                | Oberplanitzing 47 46° 26′ 13″ N, 11° 14′ 54″ O             | 18. Mai 1951 (MD)            | Ländliches Wohnhaus/Bauernhof | KG: Kaltern Bauparzelle: 448/1, 449                                                                   |
| ja   | Datei hochladen | Oberplanitzing 56 ID: 15201                                                | Oberplanitzing 56 46° 26′ 12″ N, 11° 14′ 54″ O             | 20. Okt. 1975 (BLR-LAB 5634) | Ländliches Wohnhaus/Bauernhof | KG: Kaltern Bauparzelle: 443                                                                          |
| ja   | Datei hochladen | Oberplanitzing 57 ID: 15232                                                | Oberplanitzing 57 46° 26′ 11″ N, 11° 14′ 54″ O             | 18. Mai 1951 (MD)            | Ländliches Wohnhaus/Bauernhof | KG: Kaltern Bauparzelle: 442/1, 442/2                                                                 |
| ja   | Datei hochladen | Oberplanitzing 60 ID: 15200                                                | Oberplanitzing 60 46° 26′ 8″ N, 11° 14′ 51″ O              | 18. Mai 1951 (MD)            | Ländliches Wohnhaus/Bauernhof | KG: Kaltern Bauparzelle: 1964, 439/1                                                                  |
| ja   | Datei hochladen | Oberplanitzing 61 ID: 15199                                                | Oberplanitzing 61 46° 26′ 8″ N, 11° 14′ 51″ O              | 20. Okt. 1975 (BLR-LAB 5634) | Ländliches Wohnhaus/Bauernhof | KG: Kaltern Bauparzelle: 2291, 437/1                                                                  |
| ja   | Datei hochladen | Pfarrkirche Mariä Himmelfahrt mit Turm ID: 15181                           | 46° 24′ 49″ N, 11° 14′ 48″ O                               | 20. Okt. 1975 (BLR-LAB 5634) | Kirche | KG: Kaltern Bauparzelle: 341/1, 342                                                                   |
| ja   | Datei hochladen | Pfarrwidum ID: 15180                                                       | 46° 24′ 48″ N, 11° 14′ 48″ O                               | 20. Okt. 1975 (BLR-LAB 5634) | Widum/Kanonikerhaus | KG: Kaltern Bauparzelle: 340/1                                                                        |
| ja   | Datei hochladen | Pflegangerweg 5-8 ID: 15196                                                | Pflegangerweg 5-8 46° 24′ 57″ N, 11° 14′ 44″ O             | 20. Okt. 1975 (BLR-LAB 5634) | Städtisches Wohnhaus | KG: Kaltern Bauparzelle: 433, 435/1                                                                   |
| ja   | Datei hochladen | Pflegerhaus ID: 15177                                                      | 46° 24′ 46″ N, 11° 14′ 47″ O                               | 20. Okt. 1975 (BLR-LAB 5634) | Städtisches Wohnhaus, Sitz des Südtiroler Weinmuseums | KG: Kaltern Bauparzelle: 337                                                                          |
| ja   | Datei hochladen | Pflegstadel ID: 15156                                                      | Rottenburgerplatz 4 46° 24′ 45″ N, 11° 14′ 37″ O           | 6. Juli 1951 (MD)            | altes Stadel, möglicherweise ehemals zum alten Schloss Kaltern-Rottenburg gehörig | KG: Kaltern Bauparzelle: 291                                                                          |
| ja   | Datei hochladen | Preyhof ID: 15142                                                          | Preyweg 8 46° 24′ 59″ N, 11° 14′ 19″ O                     | 20. Okt. 1975 (BLR-LAB 5634) | Ländliches Wohnhaus/Bauernhof | KG: Kaltern Bauparzelle: 231                                                                          |
| ja   | Datei hochladen | Preyweg 5-7 ID: 15144                                                      | Preyweg 5-7 46° 24′ 57″ N, 11° 14′ 21″ O                   | 6. Juli 1951 (MD)            | Ländliches Wohnhaus/Bauernhof | KG: Kaltern Bauparzelle: 246/1, 246/2                                                                 |
| ja   | Datei hochladen | Rathaus ID: 15176                                                          | 46° 24′ 48″ N, 11° 14′ 47″ O                               | 20. Okt. 1975 (BLR-LAB 5634) | Verwaltungsbau | KG: Kaltern Bauparzelle: 336                                                                          |
| ja   | Datei hochladen | Reich am Platz ID: 15189                                                   | Maria-von-Buol-Platz 3 46° 24′ 54″ N, 11° 14′ 45″ O        | 17. Jan. 1951 (MD)           | Städtisches Wohnhaus | KG: Kaltern Bauparzelle: 374                                                                          |
| ja   | Datei hochladen | Remichhof ID: 15224                                                        | 46° 23′ 3″ N, 11° 15′ 21″ O                                | 20. Okt. 1975 (BLR-LAB 5634) | Ländliches Wohnhaus/Bauernhof | KG: Kaltern Bauparzelle: 503                                                                          |
| ja   | Datei hochladen | Ringberg ID: 15220                                                         | 46° 23′ 39″ N, 11° 15′ 14″ O                               | 18. Mai 1951 (MD)            | Städtisches Wohnhaus | KG: Kaltern Bauparzelle: 497, 497/1, 497/2, 497/3                                                     |
| ja   | Datei hochladen | Rotes Haus ID: 15161                                                       | Goldgasse 17 46° 24′ 43″ N, 11° 14′ 42″ O                  | 17. Jan. 1951 (MD)           | Städtisches Wohnhaus | KG: Kaltern Bauparzelle: 309                                                                          |
| ja   | Datei hochladen | Sallegg mit Park ID: 15148                                                 | 46° 24′ 52″ N, 11° 14′ 21″ O                               | 20. Okt. 1975 (BLR-LAB 5634) | Ansitz | KG: Kaltern Bauparzelle: 252, 254 Grundparzelle: 929                                                  |
| ja   | Datei hochladen | Schlosshotel Aehrental ID: 15159                                           | Goldgasse 19 46° 24′ 41″ N, 11° 14′ 41″ O                  | 17. Jan. 1951 (MD)           | Hotel | KG: Kaltern Bauparzelle: 302                                                                          |
| BW   | Datei hochladen | Seehof ID: 15225                                                           | St. Josef am See 32 46° 22′ 52″ N, 11° 15′ 9″ O            | 5. Juni 1989 (BLR-LAB 3408)  | Ländliches Wohnhaus/Bauernhof | KG: Kaltern Bauparzelle: 508                                                                          |
| ja   | Datei hochladen | Spital mit Heilig-Geist-Kapelle ID: 15182                                  | 46° 24′ 49″ N, 11° 14′ 47″ O                               | 20. Okt. 1975 (BLR-LAB 5634) | Spital | KG: Kaltern Bauparzelle: 343                                                                          |
| ja   | Datei hochladen | St. Anton Abt in St. Anton ID: 15128                                       | 46° 24′ 33″ N, 11° 14′ 2″ O Fraktion: St. Anton            | 20. Okt. 1975 (BLR-LAB 5634) | Kirche | KG: Kaltern Bauparzelle: 174                                                                          |
| ja   | Datei hochladen | St. Georg in Oberplanitzing ID: 15230                                      | 46° 26′ 26″ N, 11° 14′ 54″ O Fraktion: Oberplanitzing      | 20. Okt. 1975 (BLR-LAB 5634) | Kirche | KG: Kaltern Grundparzelle: 1450                                                                       |
| ja   | Datei hochladen | St. Johannes der Täufer in Oberplanitzing ID: 15202                        | 46° 26′ 11″ N, 11° 14′ 52″ O Fraktion: Oberplanitzing      | 20. Okt. 1975 (BLR-LAB 5634) | Kirche | KG: Kaltern Bauparzelle: 444                                                                          |
| ja   | Datei hochladen | St. Josef am See ID: 15228                                                 | 46° 22′ 34″ N, 11° 15′ 8″ O Fraktion: St. Josef am See     | 20. Okt. 1975 (BLR-LAB 5634) | Kirche | KG: Kaltern Bauparzelle: 525                                                                          |
| ja   | Datei hochladen | St. Josef am See Nr. 11 ID: 15227                                          | St. Josef am See Nr. 11 46° 22′ 34″ N, 11° 15′ 4″ O        | 17. Dez. 1990 (BLR-LAB 8108) | Ansitz | KG: Kaltern Bauparzelle: 518                                                                          |
| ja   | Datei hochladen | St. Katharina in Mitterdorf ID: 15143                                      | 46° 24′ 55″ N, 11° 14′ 21″ O Fraktion: Mitterdorf          | 20. Okt. 1975 (BLR-LAB 5634) | Kirche | KG: Kaltern Bauparzelle: 244                                                                          |
| ja   | Datei hochladen | St. Leonhard in Unterplanitzing ID: 15217                                  | 46° 25′ 45″ N, 11° 15′ 13″ O Fraktion: Unterplanitzing     | 20. Okt. 1975 (BLR-LAB 5634) | Kirche | KG: Kaltern Bauparzelle: 474                                                                          |
| ja   | Datei hochladen | St. Nikolaus mit Glockenturm und Kirchhof in St. Nikolaus ID: 15101        | 46° 25′ 5″ N, 11° 13′ 58″ O Fraktion: St. Nikolaus         | 20. Okt. 1975 (BLR-LAB 5634) | Kirche | KG: Kaltern Bauparzelle: 790, 86 Grundparzelle: 510, 537/2                                            |
| ja   | Datei hochladen | St. Peter in Altenburg ID: 15231                                           | 46° 22′ 45″ N, 11° 14′ 28″ O                               | 20. Okt. 1975 (BLR-LAB 5634) | Kirchenruine | KG: Kaltern Grundparzelle: 4209/2                                                                     |
| ja   | Datei hochladen | St. Rochus in Pfuß ID: 15103                                               | 46° 24′ 48″ N, 11° 13′ 54″ O Fraktion: Pfuß                | 20. Okt. 1975 (BLR-LAB 5634) | Kirche | KG: Kaltern Bauparzelle: 106                                                                          |
| ja   | Datei hochladen | St. Vigil in Altenburg ID: 15099                                           | 46° 22′ 39″ N, 11° 14′ 23″ O                               | 20. Okt. 1975 (BLR-LAB 5634) | Kirche | KG: Kaltern Bauparzelle: 12                                                                           |
| ja   | Datei hochladen | Strengen 3-5 ID: 15139                                                     | Strengen 3-5 46° 24′ 54″ N, 11° 14′ 7″ O                   | 20. Okt. 1975 (BLR-LAB 5634) | Städtisches Wohnhaus | KG: Kaltern Bauparzelle: 217, 218, 222                                                                |
| ja   | Datei hochladen | Strengen 7-8 ID: 15140                                                     | Strengen 7-8 46° 24′ 55″ N, 11° 14′ 5″ O                   | 20. Okt. 1975 (BLR-LAB 5634) | Städtisches Wohnhaus | KG: Kaltern Bauparzelle: 223                                                                          |
| ja   | Datei hochladen | Tafonatti ID: 15197                                                        | 46° 24′ 58″ N, 11° 14′ 43″ O                               | 17. Jan. 1951 (MD)           | Ansitz | KG: Kaltern Bauparzelle: 434                                                                          |
| ja   | Datei hochladen | Tertiarkloster mit Kirche zur Unbefleckten Empfängnis und Garten ID: 15155 | 46° 24′ 47″ N, 11° 14′ 24″ O                               | 20. Okt. 1975 (BLR-LAB 5634) | Kloster | KG: Kaltern Bauparzelle: 285, 286/1 Grundparzelle: 825                                                |
| ja   | Datei hochladen | Tonvin ID: 15190                                                           | 46° 24′ 52″ N, 11° 14′ 47″ O                               | 17. Jan. 1951 (MD)           | Ansitz | KG: Kaltern Bauparzelle: 375                                                                          |
| ja   | Datei hochladen | Tschiderer mit Nebengebäuden in Unterplanitzing ID: 15210                  | 46° 25′ 51″ N, 11° 15′ 15″ O                               | 18. Mai 1951 (MD)            | Ansitz | KG: Kaltern Bauparzelle: 461/1, 461/2, 462, 464, 465, 466                                             |
| ja   | Datei hochladen | Unterplanitzing 27 ID: 15215                                               | Unterplanitzing 27 46° 25′ 47″ N, 11° 15′ 13″ O            | 20. Okt. 1975 (BLR-LAB 5634) | Ländliches Wohnhaus/Bauernhof | KG: Kaltern Bauparzelle: 472/3, 472/4                                                                 |
| ja   | Datei hochladen | Unterplanitzing 28 ID: 15214                                               | Unterplanitzing 28 46° 25′ 47″ N, 11° 15′ 13″ O            | 20. Okt. 1975 (BLR-LAB 5634) | Ländliches Wohnhaus/Bauernhof | KG: Kaltern Bauparzelle: 472/1, 472/2                                                                 |
| ja   | Datei hochladen | Unterplanitzing 29 ID: 15213                                               | Unterplanitzing 29 46° 25′ 47″ N, 11° 15′ 13″ O            | 20. Okt. 1975 (BLR-LAB 5634) | Ländliches Wohnhaus/Bauernhof | KG: Kaltern Bauparzelle: 471/1, 471/2, 471/3                                                          |
| ja   | Datei hochladen | Unterplanitzing 30 ID: 15212                                               | Unterplanitzing 30 46° 25′ 48″ N, 11° 15′ 13″ O            | 20. Okt. 1975 (BLR-LAB 5634) | Ländliches Wohnhaus/Bauernhof | KG: Kaltern Bauparzelle: 469, 470                                                                     |
| ja   | Datei hochladen | Unterplanitzing 31 ID: 15211                                               | Unterplanitzing 31 46° 25′ 48″ N, 11° 15′ 13″ O            | 20. Okt. 1975 (BLR-LAB 5634) | Ländliches Wohnhaus/Bauernhof | KG: Kaltern Bauparzelle: 468                                                                          |
| ja   | Datei hochladen | Unterwinkel 4 ID: 15154                                                    | Unterwinkel 4 46° 24′ 50″ N, 11° 14′ 23″ O                 | 20. Okt. 1975 (BLR-LAB 5634) | Städtisches Wohnhaus | KG: Kaltern Bauparzelle: 276                                                                          |
| ja   | Datei hochladen | Unterwinkel 8 ID: 15152                                                    | Unterwinkel 8 46° 24′ 51″ N, 11° 14′ 26″ O                 | 6. Juli 1951 (MD)            | Städtisches Wohnhaus | KG: Kaltern Bauparzelle: 268                                                                          |
| ja   | Datei hochladen | Unterwinkel 9 ID: 15153                                                    | Unterwinkel 9 46° 24′ 52″ N, 11° 14′ 25″ O                 | 20. Okt. 1975 (BLR-LAB 5634) | Städtisches Wohnhaus | KG: Kaltern Bauparzelle: 269                                                                          |
| ja   | Datei hochladen | Unterwinkel 16 ID: 50113                                                   | Unterwinkel 16 46° 24′ 53″ N, 11° 14′ 24″ O                | 20. Okt. 1975 (BLR-LAB 5634) | Ländliches Wohnhaus/Bauernhof | KG: Kaltern Bauparzelle: 255/1, 255/2                                                                 |
| ja   | Datei hochladen | Unterwinkel 17 ID: 15147                                                   | Unterwinkel 17 46° 24′ 54″ N, 11° 14′ 23″ O                | 20. Okt. 1975 (BLR-LAB 5634) | Städtisches Wohnhaus | KG: Kaltern Bauparzelle: 251                                                                          |
| BW   | Datei hochladen | Unterwinkel 18 ID: 15146                                                   | Unterwinkel 18 46° 24′ 55″ N, 11° 14′ 24″ O                | 20. Okt. 1975 (BLR-LAB 5634) | Städtisches Wohnhaus | KG: Kaltern Bauparzelle: 249                                                                          |
| BW   | Datei hochladen | Unterwinkel 19 ID: 15145                                                   | Unterwinkel 19 46° 24′ 56″ N, 11° 14′ 25″ O                | 20. Okt. 1975 (BLR-LAB 5634) | Städtisches Wohnhaus | KG: Kaltern Bauparzelle: 248/1, 248/2, 248/3                                                          |
| BW   | Datei hochladen | Villa Di Pauli mit Nebengebäude und Park ID: 15151                         | 46° 24′ 51″ N, 11° 14′ 38″ O                               | 12. Mai 1986 (BLR-LAB 2369)  | Villa/Sommerfrischhaus | KG: Kaltern Bauparzelle: 267/3 Grundparzelle: 965/2                                                   |
| BW   | Datei hochladen | Villa Herrenhofer ID: 50478                                                | 46° 25′ 0″ N, 11° 14′ 53″ O                                | 24. Sep. 2007 (BLR-LAB 3178) | Villa/Sommerfrischhaus | KG: Kaltern Bauparzelle: 719                                                                          |
| ja   | Datei hochladen | Volksschule ID: 15173                                                      | 46° 24′ 48″ N, 11° 14′ 43″ O                               | 17. Dez. 1990 (BLR-LAB 8108) | Schule | KG: Kaltern Bauparzelle: 326                                                                          |
| ja   | Datei hochladen | Weißenfels ID: 15193                                                       | 46° 24′ 55″ N, 11° 14′ 49″ O                               | 17. Jan. 1951 (MD)           | Ansitz | KG: Kaltern Bauparzelle: 413                                                                          |
| ja   | Datei hochladen | Widum in Altenburg ID: 50107                                               | 46° 22′ 39″ N, 11° 14′ 22″ O                               | 26. Juli 1999 (BLR-LAB 3201) | Widum/Kanonikerhaus | KG: Kaltern Bauparzelle: 13                                                                           |
| ja   | Datei hochladen | Widum in Unterplanitzing ID: 15216                                         | 46° 25′ 46″ N, 11° 15′ 13″ O                               | 20. Okt. 1975 (BLR-LAB 5634) | Widum/Kanonikerhaus | KG: Kaltern Bauparzelle: 2030, 473                                                                    |
| ja   | Datei hochladen | Wieshof in Altenburg ID: 15100                                             | 46° 22′ 39″ N, 11° 14′ 12″ O                               | 30. Dez. 1988 (BLR-LAB 9021) | Ländliches Wohnhaus/Bauernhof | KG: Kaltern Bauparzelle: 17/1, 17/2                                                                   |
| ja   | Datei hochladen | Windegg ID: 15165                                                          | 46° 24′ 44″ N, 11° 14′ 49″ O                               | 6. Juli 1951 (MD)            | Ansitz | KG: Kaltern Bauparzelle: 314                                                                          |

Falls bei einem Baudenkmal keine Koordinaten bekannt sind, werden ersatzweise die Katasterdaten zum Zeitpunkt der Unterschutzstellung angegeben. Diese sind weder offiziell noch zwingend aktuell.
Die vom Landesdenkmalamt übernommenen Adressen können veraltet sein.
| Foto:   | Fotografie des Denkmals. Klicken des Fotos erzeugt eine vergrößerte Ansicht. Daneben finden sich zwei Symbole: |
| ID      | Identifikator beim Südtiroler Landesdenkmalamt                                                                 |
| KG      | Katastralgemeinde                                                                                              |
| MD      | Ministerialdekret                                                                                              |
| BLR-LAB | Beschluss der Landesregierung – Landesausschussbeschluss                                                       |